# Nógrádkövesd
Nógrádkövesd (slovakiska: Kivešd) är en ort (by) i provinsen Nógrád i norra Ungern. Orten har 645 invånare (2024), på en yta av 8,99 km². Den ligger cirka 23,5 kilometer söder om Balassagyarmat.